# دائرة السواقي
دائرة السواقي إحدى دوائر ولاية المدية الجزائرية . عاصمتها هي السواقي وتضم بلديات :
- السواقي
- جواب
- سيدي زهار
- سيدي زيان